# Trachusa catinula
Trachusa catinula là một loài Hymenoptera trong họ Megachilidae. Loài này được Brooks & Griswold mô tả khoa học năm 1988.